# تادرين (أقصري)
تادرين هي إحدى مشيخات المملكة المغربية، تتبع جغرافيا لعمالة أكادير إدا وتنان وإداريًا لأقصري. يقدر عدد سكانها بـ 335 نسمة حسب الإحصاء الرسمي للسكان والسكنى لسنة 2004.